# Torneio Pré-Olímpico Sul-Americano Sub-23 de 2020
O Torneio Pré-Olímpico Sul-Americano Sub-23 de 2020 foi a 13ª edição da competição qualificatória de seleções aos Jogos Olímpicos, sendo realizada entre 18 de janeiro e 9 de fevereiro na Colômbia sob organização da Confederação Sul-Americana de Futebol (CONMEBOL) para jogadores com até 23 anos de idade.
As duas melhores equipes garantiram vaga para os Jogos Olímpicos de 2020, realizados em Tóquio, Japão.

## Volta da competição
Depois de 16 anos a CONMEBOL decidiu voltar a realizar a competição, sendo a Colômbia designada como sede entre os meses de janeiro e fevereiro de 2020. A última edição do torneio havia sido realizada no Chile, em 2004, classificatório aos Jogos Olímpicos de Atenas. Entre as Olimpíadas de 2008 até 2016 as duas vagas destinadas aos países sul-americanos foram distribuídas pelo Campeonato Sul-Americano Sub-20.

## Equipes participantes
Todas as dez equipes filiadas a CONMEBOL participaram do evento:
| - Argentina (atual campeão) - Bolívia - Brasil - Chile - Colômbia (anfitrião) | - Equador - Paraguai - Peru - Uruguai - Venezuela |

## Sedes
A Colômbia foi anunciada como anfitriã do torneio na reunião do conselho da CONMEBOL, realizada em 14 de agosto de 2018 em Luque, no Paraguai. Em 29 de agosto de 2019, as cidades de Pereira, Armênia e Bucaramanga foram anunciadas como sedes.
| Bucaramanga Pereira ArmêniaTorneio Pré-Olímpico Sul-Americano Sub-23 de 2020 (Colômbia) | Pereira                         | Armênia            | Bucaramanga           |
| Bucaramanga Pereira ArmêniaTorneio Pré-Olímpico Sul-Americano Sub-23 de 2020 (Colômbia) | Estádio Hernán Ramírez Villegas | Estádio Centenário | Estádio Alfonso López |
| Bucaramanga Pereira ArmêniaTorneio Pré-Olímpico Sul-Americano Sub-23 de 2020 (Colômbia) | Capacidade: 30 297              | Capacidade: 20 716 | Capacidade: 27 000    |
| Bucaramanga Pereira ArmêniaTorneio Pré-Olímpico Sul-Americano Sub-23 de 2020 (Colômbia) |                                 |                    |                       |

## Árbitros
Em 4 de dezembro de 2019, A Comissão de Árbitros da CONMEBOL selecionou doze árbitros e vinte assistentes para o torneio.
| Árbitros                            | Assistentes                                 |
| ----------------------------------- | ------------------------------------------- |
| ARG Facundo Tello ARG Darío Herrera | ARG Julio Fernández ARG Cristian Navarro    |
| BOL Ivo Méndez                      | BOL Juan Pablo Montaño BOL Ariel Guizada    |
| BRA Rodolpho Toski                  | BRA Kleber Lúcio Gil BRA Fabrício Vilarinho |
| CHI Piero Maza                      | CHI Alejandro Molina CHI Claudio Urrutia    |
| COL Nicolás Gallo                   | COL Dionisio Ruiz COL Sebastián Vela        |

| Árbitros                                | Assistentes                              |
| --------------------------------------- | ---------------------------------------- |
| ECU Franklin Congo                      | ECU Juan Carlos Macías ECU Ricardo Baren |
| PAR Éber Aquino                         | PAR Juan Zorrilla PAR Darío Gaona        |
| PER Kevin Ortega                        | PER Jonny Bossio PER Jesús Sánchez       |
| URU Esteban Ostojich URU Andrés Matonte | URU Carlos Barreiro URU Horacio Ferreiro |
| VEN Ángel Arteaga                       | VEN Lubin Torrealba VEN Tulio Moreno     |

## Primeira fase
Todas as partidas seguiram o fuso horário local (UTC−5).

### Grupo A
| Pos | Equipe    | Pts | J | V | E | D | GP | GC | SG | Classificado |
| --- | --------- | --- | - | - | - | - | -- | -- | -- | ------------ |
| 1   | Argentina | 12  | 4 | 4 | 0 | 0 | 9  | 2  | +7 | Fase final   |
| 2   | Colômbia  | 7   | 4 | 2 | 1 | 1 | 7  | 3  | +4 | Fase final   |
| 3   | Chile     | 7   | 4 | 2 | 1 | 1 | 4  | 2  | +2 |              |
| 4   | Venezuela | 3   | 4 | 1 | 0 | 3 | 3  | 7  | −4 |              |
| 5   | Equador   | 0   | 4 | 0 | 0 | 4 | 0  | 9  | −9 |              |

| 18 de janeiro | Equador | 0 – 3     | Chile                                       | Estádio Hernán Ramírez Villegas, Pereira |
| 18:00         |         | Relatório | Porozo 59' (g.c) · Moya 76' · Morales 90+4' | Árbitro: BOL Ivo Méndez                  |

| 18 de janeiro | Colômbia     | 1 – 2     | Argentina                    | Estádio Hernán Ramírez Villegas, Pereira |
| 20:30         | Carrascal 7' | Relatório | Mac Allister 11' · Gaich 51' | Árbitro: URU Esteban Ostojich            |

| 21 de janeiro | Chile     | 1 – 0     | Venezuela | Estádio Centenário, Armênia |
| 18:00         | Araos 82' | Relatório |           | Árbitro: BRA Rodolpho Toski |

| 21 de janeiro | Colômbia                                                  | 4 – 0     | Equador | Estádio Centenário, Armênia |
| 20:30         | Benedetti 15' · Carrascal 26' · Cetré 32' · Carbonero 87' | Relatório |         | Árbitro: PAR Éber Aquino    |

| 24 de janeiro | Venezuela   | 1 – 0     | Equador | Estádio Hernán Ramírez Villegas, Pereira |
| 18:00         | Soteldo 25' | Relatório |         | Árbitro: URU Andrés Matonte              |

| 24 de janeiro | Chile | 0 – 2     | Argentina              | Estádio Hernán Ramírez Villegas, Pereira |
| 20:30         |       | Relatório | Capaldo 8' · Pérez 57' | Árbitro: PER Kevin Ortega                |

| 27 de janeiro | Argentina        | 1 – 0     | Equador | Estádio Hernán Ramírez Villegas, Pereira |
| 18:00         | Mac Allister 12' | Relatório |         | Árbitro: BRA Rodolpho Toski              |

| 27 de janeiro | Colômbia                      | 2 – 1     | Venezuela     | Estádio Hernán Ramírez Villegas, Pereira |
| 20:30         | Carrascal 45+2' · Atuesta 71' | Relatório | Hurtado 45+1' | Árbitro: PER Kevin Ortega                |

| 30 de janeiro | Venezuela         | 1 – 4     | Argentina                                          | Estádio Hernán Ramírez Villegas, Pereira |
| 18:00         | Soteldo 27' (pen) | Relatório | Colombo 49' · Zaracho · Álvarez 86' · Bustos 90+1' | Árbitro: BOL Ivo Méndez                  |

| 30 de janeiro | Colômbia | 0 – 0     | Chile | Estádio Hernán Ramírez Villegas, Pereira |
| 20:30         |          | Relatório |       | Árbitro: PAR Éber Aquino                 |

### Grupo B
| Pos | Equipe   | Pts | J | V | E | D | GP | GC | SG | Classificado |
| --- | -------- | --- | - | - | - | - | -- | -- | -- | ------------ |
| 1   | Brasil   | 12  | 4 | 4 | 0 | 0 | 11 | 5  | +6 | Fase final   |
| 2   | Uruguai  | 6   | 4 | 2 | 0 | 2 | 5  | 6  | −1 | Fase final   |
| 3   | Bolívia  | 6   | 4 | 2 | 0 | 2 | 8  | 10 | −2 |              |
| 4   | Paraguai | 3   | 4 | 1 | 0 | 3 | 5  | 6  | −1 |              |
| 5   | Peru     | 3   | 4 | 1 | 0 | 3 | 4  | 6  | −2 |              |

| 19 de janeiro | Uruguai   | 1 – 0     | Paraguai | Estádio Centenário, Armênia |
| 18:00         | Rossi 48' | Relatório |          | Árbitro: CHI Piero Maza     |

| 19 de janeiro | Brasil       | 1 – 0     | Peru | Estádio Centenário, Armênia |
| 20:30         | Paulinho 43' | Relatório |      | Árbitro: VEN Ángel Arteaga  |

| 22 de janeiro | Paraguai         | 2 – 0     | Bolívia | Estádio Hernán Ramírez Villegas, Pereira |
| 18:00         | Bareiro 45', 88' | Relatório |         | Árbitro: COL Nicolás Gallo               |

| 22 de janeiro | Brasil                                            | 3 – 1     | Uruguai   | Estádio Hernán Ramírez Villegas, Pereira |
| 20:30         | Pedrinho 14' · Matheus Cunha 31' (pen) · Pepê 77' | Relatório | Bueno 80' | Árbitro: ARG Facundo Tello               |

| 25 de janeiro | Bolívia                                           | 3 – 2     | Uruguai                      | Estádio Centenário, Armênia |
| 18:00         | Villarroel 25' (pen) · Abrego 59' · Saldías 90+4' | Relatório | J. Rodríguez 78' · Viñas 80' | Árbitro: ECU Franklin Congo |

| 25 de janeiro | Paraguai               | 2 – 3     | Peru                                                | Estádio Centenário, Armênia |
| 20:30         | Salcedo 15' · Díaz 16' | Relatório | Gonzáles 53' · Carranza 71' · Arzamendia 74' (g.c.) | Árbitro: ARG Darío Herrera  |

| 28 de janeiro | Peru | 0 – 1     | Uruguai     | Estádio Centenário, Armênia |
| 18:00         |      | Relatório | Ginella 11' | Árbitro: VEN Ángel Arteaga  |

| 28 de janeiro | Brasil                                                              | 5 – 3     | Bolívia                     | Estádio Centenário, Armênia |
| 20:30         | Antony 3' · Matheus Cunha 16' · Guga 39' · Reinier 61' · Pepê 90+5' | Relatório | Abrego 20', 71' · Reyes 79' | Árbitro: ARG Facundo Tello  |

| 31 de janeiro | Bolívia                            | 2 – 1     | Peru        | Estádio Centenário, Armênia |
| 18:00         | Villarroel 69' · Saldías 75' (pen) | Relatório | Luján 90+6' | Árbitro: COL Nicolás Gallo  |

| 31 de janeiro | Brasil                  | 2 – 1     | Paraguai         | Estádio Centenário, Armênia |
| 20:30         | Paulinho 75' · Pepê 89' | Relatório | R. Fernández 61' | Árbitro: CHI Piero Maza     |

## Fase final
| Pos | Equipe        | Pts | J | V | E | D | GP | GC | SG | Classificado            |
| --- | ------------- | --- | - | - | - | - | -- | -- | -- | ----------------------- |
| 1   | Argentina (C) | 6   | 3 | 2 | 0 | 1 | 5  | 6  | −1 | Jogos Olímpicos de 2020 |
| 2   | Brasil        | 5   | 3 | 1 | 2 | 0 | 5  | 2  | +3 | Jogos Olímpicos de 2020 |
| 3   | Uruguai       | 4   | 3 | 1 | 1 | 1 | 6  | 5  | +1 |                         |
| 4   | Colômbia      | 1   | 3 | 0 | 1 | 2 | 3  | 6  | −3 |                         |

| 3 de fevereiro | Argentina                        | 3 – 2     | Uruguai                   | Estádio Alfonso López, Bucaramanga |
| 18:00          | Mac Allister 18', 55' · Vera 39' | Relatório | Ramírez 67' · Arezo 90+3' | Árbitro: PER Kevin Ortega          |

| 3 de fevereiro | Brasil            | 1 – 1     | Colômbia  | Estádio Alfonso López, Bucaramanga |
| 20:30          | Matheus Cunha 71' | Relatório | Cetré 27' | Árbitro: VEN Ángel Arteaga         |

| 6 de fevereiro | Brasil                     | 1 – 1     | Uruguai    | Estádio Alfonso López, Bucaramanga |
| 18:00          | De Arruabarrena 40' (g.c.) | Relatório | Ugarte 35' | Árbitro: PAR Éber Aquino           |

| 6 de fevereiro | Argentina            | 2 – 1     | Colômbia        | Estádio Alfonso López, Bucaramanga |
| 20:30          | Urzi 50' · Pérez 53' | Relatório | Cetré 67' (pen) | Árbitro: CHI Piero Maza            |

| 9 de fevereiro | Colômbia  | 1 – 3     | Uruguai                                          | Estádio Alfonso López, Bucaramanga |
| 18:00          | Cetré 78' | Relatório | J. Ramírez 28' · Sanabria 53' · J. Rodríguez 61' | Árbitro: ECU Guillermo Guerrero    |

| 9 de fevereiro | Argentina | 0 – 3     | Brasil                                | Estádio Alfonso López, Bucaramanga |
| 20:30          |           | Relatório | Paulinho 13' · Matheus Cunha 30', 55' | Árbitro: VEN Alexis Herrera        |

## Premiação
| Torneio Pré-Olímpico Sul-Americano Sub-23 de 2020 |
| Argentina                                         |
| ------------------------------------------------- |
| ARGENTINA Campeã (5º título)                      |

## Artilharia
5 gols (1)
- BRA Matheus Cunha

4 gols (2)
- ARG Alexis Mac Allister
- COL Edwuin Cetré

3 gols (4)
- BOL Víctor Abrego
- BRA Paulinho
- BRA Pepê
- COL Jorge Carrascal

2 gols (7)
- ARG Nehuén Pérez
- BOL Fernando Saldías
- BOL Moisés Villarroel
- PAR Sergio Bareiro
- URU José Luis Rodríguez
- URU Juan Ignacio Ramírez
- VEN Yeferson Soteldo

1 gol (33)
- ARG Adolfo Gaich
- ARG Agustín Urzi
- ARG Fausto Vera
- ARG Julián Álvarez
- ARG Matías Zaracho
- ARG Nahuel Bustos
- ARG Nazareno Colombo
- ARG Nicolás Capaldo
- BOL Sebastián Reyes
- BRA Antony
- BRA Guga
- BRA Pedrinho
- BRA Reinier
- CHI Ángelo Araos
- CHI Camilo Moya
- CHI Iván Morales
- COL Eduard Atuesta
- COL Johan Carbonero
- COL Nicolás Benedetti
- PAR Roberto Fernández
- PAR Saúl Salcedo
- PAR Sergio Díaz
- PER José Luján
- PER Luis Carranza
- PER Sebastián Gonzáles
- URU Diego Rossi
- URU Federico Viñas
- URU Francisco Ginella
- URU Juan Manuel Sanabria
- URU Manuel Ugarte
- URU Matías Arezo
- URU Santiago Bueno
- VEN Jan Carlos Hurtado

Gols contra (3)
- ECU Jackson Porozo (a favor do Chile)
- PAR Santiago Arzamendia (a favor do Peru)
- URU Ignacio De Arruabarrena (a favor do Brasil)